# Clasificación de tipos de humedales
El término Clasificación de humedales ha tenido una problemática añadida, con la definición comúnmente aceptada que constituye un humedal, constituyendo una de las mayores dificultades. En Estados Unidos existen unas cuantas definiciones sobre humedal. En la década de 1970 el Convenio de Ramsar constituyó el primer intento de establecer una definición a nivel internacional aceptable sobre lo que constituye un humedal.

## Clasificación Ramsar
La clasificación Ramsar sobre tipos de humedales está destinada a hacer una rápida identificación de los principales tipos de humedales para los propósitos del Convenio.
Los humedales están clasificados dentro de tres categorías principales:
- Marinos/humedales de costa
- Humedales de interior
- Humedales creados por el hombre

Adicionalmente están divididos por el tipo de agua donde se encuentran (Agua dulce/Agua salada/Agua salobre/Agua ionizada) y también pueden ser clasificados por otros tipos de características que tengan.

## Estados Unidos
Los humedales en los Estados Unidos están clasificados según las terminaciones del Servicio de Pesca y Vida Silvestre de los Estados Unidos en Inventario nacional de humedales (Estados Unidos) (NWI).